# Tadej Pogačar
Tadej Pogačar (ur. 21 września 1998 w Klanecu) – słoweński kolarz szosowy, czterokrotny zwycięzca Tour de France oraz zwycięzca Giro d’Italia. Mistrz świata w wyścigu ze startu wspólnego (2024). W 2024 został trzecim kolarzem w historii po Eddym Merckxie (1974) i Stephenie Roche (1987), który wygrał Tour de France, Giro d'Italia i mistrzostwo świata w jednym roku.

## Osiągnięcia
2016
- 1. miejsce na etapie 2b Wyścigu Pokoju Juniorów
- 3. miejsce w Trofeo Guido Dorigo
- 1. miejsce w mistrzostwach Słowenii juniorów (start wspólny)
- 3. miejsce w Montichiari-Roncone
- 1. miejsce w Giro della Lunigiana
  - 1. miejsce w klasyfikacji punktowej
  - 1. miejsce na 3. etapie
- 3. miejsce w mistrzostwach Europy juniorów (start wspólny)

2017
- 1. miejsce w klasyfikacji młodzieżowej Karpackiego Wyścigu Kurierów
- 3. miejsce w mistrzostwach Słowenii do lat 23 (jazda ind. na czas)
- 1. miejsce w klasyfikacji młodzieżowej Tour de Slovénie
- 3. miejsce w Tour de Hongrie
- 2. miejsce w Raiffeisen Grand Prix

2018
- 3. miejsce w Istarsko Proljeće
- 2. miejsce w Gran Premio Palio del Recioto
- 1. miejsce w Grand Prix Priessnitz spa
  - 1. miejsce w klasyfikacji młodzieżowej
  - 1. miejsce w klasyfikacji górskiej
  - 1. miejsce na 3. etapie
- 2. miejsce w mistrzostwach Słowenii (jazda ind. na czas)
- 1. miejsce w klasyfikacji młodzieżowej Tour de Slovénie
- 1. miejsce w Tour de l’Avenir
- 1. miejsce w Giro della Regione Friuli Venezia Giulia
  - 1. miejsce w klasyfikacji młodzieżowej

2019
- 1. miejsce w Volta ao Algarve
  - 1. miejsce w klasyfikacji młodzieżowej
  - 1. miejsce na 2. etapie
- 1. miejsce w klasyfikacji młodzieżowej Vuelta al País Vasco
- 1. miejsce w Tour of California
  - 1. miejsce w klasyfikacji młodzieżowej
  - 1. miejsce na 6. etapie
- 1. miejsce w mistrzostwach Słowenii (jazda ind. na czas)
- 1. miejsce w klasyfikacji młodzieżowej Tour de Slovénie
- 3. miejsce w Vuelta a España
  - 1. miejsce w klasyfikacji młodzieżowej
  - 1. miejsce na 9., 13. i 20. etapie

2020
- 1. miejsce w Volta a la Comunitat Valenciana
  - 1. miejsce w klasyfikacji młodzieżowej
  - 1. miejsce na 2. i 4. etapie
- 2. miejsce w UAE Tour
  - 1. miejsce w klasyfikacji młodzieżowej
  - 1. miejsce na 5. etapie
- 2. miejsce w mistrzostwach Słowenii (start wspólny)
- 1. miejsce w mistrzostwach Słowenii (jazda ind. na czas)
- 1. miejsce w Tour de France
  - 1. miejsce w klasyfikacji młodzieżowej
  - 1. miejsce w klasyfikacji górskiej
  - 1. miejsce na 9., 15. i 20. etapie
- 3. miejsce w Liège-Bastogne-Liège

2021
- 1. miejsce w UAE Tour
  - 1. miejsce w klasyfikacji młodzieżowej
  - 1. miejsce na 3. etapie
- 1. miejsce w Tirreno-Adriático
  - 1. miejsce w klasyfikacji młodzieżowej
  - 1. miejsce w klasyfikacji górskiej
  - 1. miejsce na 4. etapie
- 3. miejsce w Vuelta al País Vasco
  - 1. miejsce na 3. etapie
- 1. miejsce w Liège-Bastogne-Liège
- 1. miejsce w Tour of Slovenia
  - 1. miejsce w klasyfikacji górskiej
  - 1. miejsce na 2. etapie
- 3. miejsce w mistrzostwach Słowenii (jazda ind. na czas)
- 1. miejsce w Tour de France
  - 1. miejsce w klasyfikacji młodzieżowej
  - 1. miejsce w klasyfikacji górskiej
  - 1. miejsce na 5., 17. i 18. etapie
- 3. miejsce w igrzyskach olimpijskich (start wspólny)
- 3. miejsce w Tre Valli Varesine
- 1. miejsce w Giro di Lombardia

2022
- 1. miejsce w UAE Tour
  - 1. miejsce w klasyfikacji młodzieżowej
  - 1. miejsce na 4. i 7. etapie
- 1. miejsce w Strade Bianche
- 1. miejsce w Tirreno-Adriático
  - 1. miejsce w klasyfikacji punktowej
  - 1. miejsce w klasyfikacji młodzieżowej
  - 1. miejsce na 4. i 6. etapie
- 1. miejsce w Dirka po Sloveniji
  - 1. miejsce w klasyfikacji punktowej
  - 1. miejsce na 3. i 5. etapie
- 2. miejsce w Tour de France
  - 1. miejsce w klasyfikacji młodzieżowej
  - 1. miejsce na 6., 7. i 17. etapie
- 1. miejsce w Grand Prix Cycliste de Montréal
- 2. miejsce w Giro dell’Emilia
- 1. miejsce w Tre Valli Varesine
- 1. miejsce w Giro di Lombardia

2023
- 1. miejsce w Jaén Paraiso Interior
- 1. miejsce w Vuelta a Andalucía
  - 1. miejsce w klasyfikacji punktowej
  - 1. miejsce na 1., 2. i 4. etapie
- 1. miejsce w Paryż-Nicea
  - 1. miejsce w klasyfikacji punktowej
  - 1. miejsce w klasyfikacji młodzieżowej
  - 1. miejsce na 4., 7. i 8. etapie
- 3. miejsce w E3 Saxo Classic
- 1. miejsce w Ronde van Vlaanderen
- 1. miejsce w Amstel Gold Race
- 1. miejsce w La Flèche Wallonne
- 2. miejsce w Tour de France
  - 1. miejsce w klasyfikacji młodzieżowej
  - 1. miejsce na 6. i 20. etapie
- 3. miejsce w mistrzostwach świata (start wspólny)
- 1. miejsce w Giro di Lombardia

2024
- 1. miejsce w Strade Bianche
- 3. miejsce w Mediolan-San Remo
- 1. miejsce w Volta Ciclista a Catalunya
  - 1. miejsce w klasyfikacji górskiej
  - 1. miejsce w klasyfikacji punktowej
  - 1. miejsce na 2., 3., 6. i 7. etapie
- 1. miejsce w Liège-Bastogne-Liège
- 1. miejsce w Giro d’Italia
  - 1. miejsce w klasyfikacji górskiej
  - 1. miejsce na 2., 7., 8., 15., 16. i 20. etapie
- 1. miejsce w Tour de France
  - 1. miejsce na 4., 14., 15., 19., 20. i 21. etapie
- 1. miejsce w Grand Prix Cycliste de Montréal
- 1. miejsce w mistrzostwach świata (start wspólny)
- 1. miejsce w Giro dell’Emilia
- 1. miejsce w Giro di Lombardia

2025
- 1. miejsce w UAE Tour
  - 1. miejsce na 3. i 7. etapie
- 1. miejsce w Strade Bianche
- 3. miejsce w Mediolan-San Remo
- 1. miejsce w Ronde van Vlaanderen
- 2. miejsce w Paryż-Roubaix
- 2. miejsce w Amstel Gold Race
- 1. miejsce w La Flèche Wallonne
- 1. miejsce w Liège-Bastogne-Liège
- 1. miejsce w Critérium du Dauphiné
  - 1. miejsce w klasyfikacji punktowej
  - 1. miejsce na 1., 6. i 7. etapie
- 1. miejsce w Tour de France
  - 1. miejsce w klasyfikacji górskiej
  - 1. miejsce na 4., 7., 12. i 13. etapie

## Starty w Wielkich Tourach
| Grand Tour | 2019 | 2020 | 2021 | 2022 | 2023 | 2024 | 2025 |
| ---------- | ---- | ---- | ---- | ---- | ---- | ---- | ---- |
| Giro       | -    | -    | -    | -    | -    | 1.   | -    |
| Tour       | -    | 1.   | 1.   | 2.   | 2.   | 1.   | 1.   |
| Vuelta     | 3.   | -    | -    | -    | -    | -    | ?    |

## Rankingi
| Rok             | 2017 | 2018 | 2019 | 2020 | 2021 | 2022 | 2023 | 2024 |
| --------------- | ---- | ---- | ---- | ---- | ---- | ---- | ---- | ---- |
| World Ranking   | 464. | 112. | 15.  | 2.   | 1.   | 1.   | 1.   | 1.   |
| UCI Europe Tour | 258. | 28.  | 14.  | 2.   | 1.   | 1.   | 1.   | 1.   |
| UCI Asia Tour   | -    | 270. |      |      |      |      |      |      |
|                 |      |      |      |      |      |      |      |      |
| Źródło: UCI     |      |      |      |      |      |      |      |      |